# Hyères Football Club
Hyères Football Club este un club de fotbal fondat în anul 1912 de către doctorul Barthélémy Perruc. 
A evoluat în Prima divizie franceză în sezonul 1932-33 la finele căruia a retrogradat. Din cauza problemelor financiare, în 1936 Hyères Football Club a părăsit fotbalul profesionist. 

## Fotbaliști importanți
- Elek Schwartz
- Rudolf Wetzer
- Patrick Bruzzichessi
- Walter Presch
- Frank Lebœuf
- Nestor Combin

## Referinte
- fr  Site officiel du club Arhivat în 16 septembrie 2017, la Wayback Machine.